# Roberto Manrique
Roberto José Manrique Miranda (Guayaquil, 23 de abril de 1979) es un actor y activista ecuatoriano  

## Biografía

### Primeros años
Nació el 23 de abril de 1979 en Guayaquil, Ecuador. Su padre, Xavier Manrique, era un reconocido cardiólogo de su país; su madre se llama Clemencia Miranda (él la llama Mencha) y es una educadora consagrada. Su padre falleció a causa de un cáncer de pulmón y Roberto recuerda con cariño que de pequeño le ”curaba el dolor de barriga con su mano mágica”. Ha afirmado que el momento más feliz de su vida fue el último abrazo de su padre antes de morir.
Cuando solo tenía 9 años, sus sobrinos empezaron a llegar y le robaron la atención de su familia, al ser el menor de cinco hermanos, llegando a tener 16 sobrinos en total.

### Formación
Se graduó en Comunicación social con especialización en Diseño Gráfico en la Universidad Casa Grande en Guayaquil, recibiendo el premio al alumno más creativo tanto en su graduación de Técnico en Publicidad (2000), como en su grado de Comunicador Social (2002).[cita requerida]
Trabajó como diseñador gráfico y creativo publicitario, montando una agencia de publicidad, pero la cerró cuando decidió viajar a Perú, con el propósito de hallar libertad y plenitud. Durante su estadía en dicho país, trabajó como mesero, sin embargo, su vida dio un giro cuando lo invitaron a formar parte de un taller actoral dirigido por Diego La Hoz. Regresó a su país para estudiar actuación. Poco tiempo después, consigue ser parte del elenco de la producción ecuatoriana La Hechicera, junto con la cantante Sharon; a partir de ese momento, se abre paso dentro de la televisión ecuatoriana.
Decidió dejar Ecuador y establecerse en Colombia. Explica que hablar neutro es una solicitud de Telemundo. Se basa en la forma de hablar de los colombianos y consiste en poner énfasis en las consonantes. Sobre sus técnicas de actuación ha dicho que un actor lo necesita todo. Cada segundo de la vida es materia prima de valor, cada experimento, emoción, historia, recuerdo, vivencia o invento son indispensables. Y que el proceso que vive en la formación de cada personaje es siempre distinto al anterior y responde a las necesidades del mismo. 
En el 2011 recibe su segundo papel protagónico. En el 2013 participa en la telenovela Marido en alquiler protagonizada por Sonya Smith y Juan Soler.

### Vida personal
El 29 de agosto de 2021 anunció públicamente su homosexualidad y contó que tenía siete años de relación con su actual novio.

### Fuera de la actuación
En 2019 emprendió una campaña llamada "Juntos x la Tierra", en la que emprendió un viaje de 28 días de Quito a Santiago de Chile sin dinero, ofreciendo plantar árboles al llegar a su destino a cambio de transporte, comida, y alojamiento, llegando a una deuda de más de 33 000 árboles.
Actualmente la iniciativa sigue en pie en el sitio web.

## Filmografía

### Televisión
| Año       | Producción                          | Personaje                            |
| --------- | ----------------------------------- | ------------------------------------ |
| 2003      | La Hechicera                        |                                      |
| 2004      | Jocelito                            | Marco Antonio "Markius"              |
| 2004      | Solteros sin compromiso             |                                      |
| 2004      | Yo vendo unos ojos negros           | Jimmy                                |
| 2005      | Corazón Dominado                    | El Gato                              |
| 2005      | Mis primas                          | Guillermo "Guille"                   |
| 2006      | Padres e Hijos                      | Emmanuel                             |
| 2006-2007 | Así es la vida                      | Héctor                               |
| 2007-2008 | Victoria                            | Sebastián Villanueva                 |
| 2008-2009 | Doña Bárbara                        | María Nieves González                |
| 2009      | Mujeres Asesinas (Colombia)         | Capítulo Claudia la cuchillera       |
| 2009-2010 | Los Victorinos                      | Victorino Manjarrés                  |
| 2010      | Los caballeros las prefieren brutas | Daniel                               |
| 2010-2011 | La taxista                          | Dennis                               |
| 2010-2011 | El clon                             | Alejandro "Snake" Cortes             |
| 2011-2012 | Decisiones                          | Varios personajes                    |
| 2012-2013 | Flor salvaje                        | Sacramento Iglesias                  |
| 2013-2014 | Marido en alquiler                  | José Enrique "Kike" Salinas Carrasco |
| 2016      | La viuda negra                      | Doménico Vittoria                    |
| 2016      | Enchufe.TV                          | Varios Personajes                    |
| 2017-2018 | Sin senos sí hay paraíso            | Dr. Santiago Sanín                   |
| 2019      | El final del paraíso                | Dr. Santiago Sanín                   |
| 2023      | Cualquier parecido                  | Rodrigo                              |
| 2024      | Klass 95                            | Miller                               |
| 2025      | La venganza de Analía               | Sebastián Casas                      |

### Concursos / Reality
| Año. | Título           | Rol         |
| ---- | ---------------- | ----------- |
| 2014 | Tumbao           | Presentador |
| 2018 | Exatlón Colombia | Presentador |

### Cine
| Año  | Título              | Personaje   | Notas        |
| ---- | ------------------- | ----------- | ------------ |
| 2002 | No sabe no contesta | Fletero     |              |
| 2012 | Al interior         | Civil       |              |
| 2016 | Traslúcido          | Rubén       |              |
| 2017 | Santiago Apóstol    | San Juan    |              |
| 2020 | Skinny Dipping      | Chema       |              |
| 2020 | One 2 One           | Flavio Léon | Cortometraje |

### Teatro
- 2003 - A la sombra del volcán
- 2004 - Venecia
- 2005 - Pentagrama cultural
- 2006 - Humor de Chéjov en un acto
- 2009 - La gata sobre el tejado caliente
- 2012 - Confesiones del Pene
- 2012 - Herejía
- 2014 - Los hombres no mienten
- 2014 - Mitad y Mitad
- 2019 - Puras cosas maravillosas
- 2024 - El juego de ser perfectos

## Premios y nominaciones

### Premios ITV
| Año  | Categoría             | Telenovela o serie | Resultado |
| ---- | --------------------- | ------------------ | --------- |
| 2005 | Mejor actor dramático | Mis primas         | Nominado  |

### Premios TVyNovelas
| Año  | Categoría                                    | Telenovela o serie       | Resultado |
| ---- | -------------------------------------------- | ------------------------ | --------- |
| 2011 | Mejor actor protagónico de serie             | Los Victorinos           | Nominado  |
| 2018 | Mejor actor de reparto de telenovela o serie | Sin senos sí hay paraíso | Ganador   |

### Otros premios obtenidos
- Miami Life a mejor actor joven por Marido en alquiler
- Latin Ace Award NY (categoría teatro) por Mitad y mitad